# Peradalta
Peradalta és un mas al terme municipal de Sant Martí de Llémena (Gironès) declarat bé cultural d'interès nacional. A les llindes de diversos finestral de la masia, hi ha inscrits els anys següents: 1600-1611-1769-1770. Tot i així, és possible que hi hagués una construcció anterior a aquests anys
Masia, formada per un conjunt d'edificis, un dels quals és una pallissa, i que presenten trets arquitectònics i aparells constructius diferents, demostrant que possiblement es tracta d'una composició heterogènia formada des d'època medieval i fins a reformes recents en els tancaments. El cos principal és de planta rectangular. És de planta baixa i dos pisos, cobert amb teula àrab a dues aigües. Destaquen especialment les diverses finestres gòtiques, de permòdols i d'arc conopial, algunes d'elles espitllerades. Dos de les finestres de llinda plana tenen els anys inscrits: 1769 i 1770. I la porta de principal d'arc de mig punt obrada amb grans dovelles. Hi ha dues llindes que duen inscrites les dates de 1600 i 1611, i té un motiu decoratiu goticitzant.
La torre se situa entre els dos cossos rectangulars d'una masia, que l'envolten, a la meitat nord del conjunt. Vist el conjunt des de la façana nord, la torre se situa al centre de la masia, lleugerament sobre-elevada respecte els altres dos cossos que la flanquegen, adossats. La torre possiblement estava exempta en origen, o si més no s'exemptava parcialment i s'adossava a un extrem del cos antic de la masia. És de planta quadrada i mesura uns 5,5 metres de costat. Per la cara visible, la nord, manté actualment l'aspecte original, escassament reformat en algun punt. És de planta baixa, dos pisos i sota-coberta o golfes; és probable que disposi d'una planta semi-soterrada, d'acord amb un petita finestra situada pràcticament al rasant del terreny actual. En aquesta façana, al primer pis, hi ha una finestra gòtica de permòdols espitllerada, a la banda occidental, i tres espitlleres, de dubtosa correspondència amb l'origen de la torre, a la banda oriental. Al segon pis hi ha una segona finestra gòtica de permòdols, al mateix plom que la primera, amb una tronera espitllerada. Al l'actual sota-coberta hi ha dues petites finestres que permeten pensar que ocupen les obertures dels antics merlets.